# 鱗平背䲁
鱗平背䲁（學名：Stathmonotus stahli），為條鰭魚綱䲁形目煙管䲁科平背䲁屬的一個種，分布於西大西洋美國佛羅里達州東南部、巴哈馬、波多黎各、墨西哥猶加敦半島及小安地列斯群島海域，深度可達10公尺，本魚細長，頭短而鈍，嘴大而斜，前鰓蓋骨的後緣被皮膚覆蓋，鼻孔、眼上、頸背和前鰓蓋骨下角都有觸鬚，全身長滿鱗片，無側線，背鰭軟條43-44枚、臀鰭硬棘2枚、臀鰭軟條24-25枚，體色變化很大，從棕色至灰綠色，頭部和身體上有時有較淺的斑點，體長可達4公分，棲息在有海草、海綿生長的碎石區，以浮游動物為食，雌魚產附著性卵，雄魚會守護卵，生活習性不明。